# Axel Laurance
Axel Laurance (født 13. april 2001 i Bretagne) er en cykelrytter fra Frankrig, der kører for Ineos Grenadiers.
Laurance blev i 2023 U23-verdensmester i Glasgow.